# Alexios Komnenos (Protosebastos)

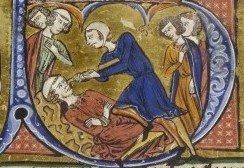
Blendung des Protosebastos Alexios Komnenos. Ausschnitt aus einem illuminierten Manuskript des Wilhelm von Tyrus in der Bibliothèque nationale de France

Alexios Komnenos (mittelgriechisch Ἀλέξιος Κομνηνός; * 30. März 1141 in Konstantinopel; † Frühjahr 1183 ebenda) war ein byzantinischer Aristokrat aus der Dynastie der Komnenen.

## Leben
Alexios Komnenos war das jüngste von fünf Kindern des Sebastokrators Andronikos Komnenos und der Irene Aineiadissa († 1150/51) und somit ein Neffe von Kaiser Manuel I. Er hatte einen Bruder Johannes sowie die Schwestern Maria, Theodora und Eudokia.
Alexios war noch ein Kleinkind, als sein Vater im Herbst 1142 bei einem Aufenthalt in Attaleia in Pamphylien vermutlich an derselben Fieberkrankheit starb, der kurz zuvor auch sein Onkel, der Mitkaiser Alexios, erlegen war. Er wuchs zusammen mit seinen Geschwistern am kaiserlichen Hof in Konstantinopel auf. Im Mai 1157 nahm er an der von Manuel I. einberufenen Synode im Blachernen-Palast teil, die über die Verurteilung des gewählten Patriarchen von Antiochia, Soterichos Panteugenos, als Häretiker entschied. Auch in den Jahren 1166 und 1170 wird Alexios als Synodenteilnehmer genannt. Er erhielt mehrere Titel, die den Angehörigen der Kaiserfamilie vorbehalten waren, wie Sebastos, Protobestiarios und Protostrator; nach dem Tod seines Bruders Johannes in der Schlacht bei Myriokephalon 1176 wurde er von Manuel I. zum Protosebastos erhoben.
Als Manuel I. am 24. September 1180 starb, übernahm Alexios Komnenos, dem ein Verhältnis mit der Kaiserwitwe Maria von Antiochia nachgesagt wurde, als Regent die Staatsgeschäfte für den minderjährigen Thronfolger Alexios II. Er verließ sich offenbar stark auf lateinische Ratgeber, was ihn bei der byzantinischen Aristokratie unbeliebt machte. Es dauerte nicht lange, bis sich in Konstantinopel eine Opposition um die Prinzessin Maria Komnena und ihren Gatten, den Kaisar Johannes (Rainer von Montferrat), scharte mit dem Ziel, den Protosebastos zu ermorden.
Das Komplott schlug im März 1181 zwar fehl, jedoch war Maria von Antiochia gezwungen, die Verschwörer zu begnadigen. In ihrer Not rief sie den ungarischen König Béla III. zu Hilfe, während die Opposition den Feldherrn Andronikos Komnenos, der eigene Ambitionen auf den Thron verfolgte, zum Eingreifen aufforderte. Als bekannt wurde, dass Andronikos von Kleinasien her mit barbarischen Hilfstruppen auf Konstantinopel zumarschierte, entlud sich der Hass der Bevölkerung gegen die Vormachtstellung der Lateiner in Form von Pogromen gegen alle katholischen Einwohner und insbesondere gegen die venezianischen und genuesischen Kaufleute.
In Konstantinopel ließ Andronikos I. am 16. Mai 1182 den jungen Alexios II. zum Kaiser krönen, übernahm als Regent die tatsächliche Macht und widmete sich umgehend der Beseitigung möglicher Rivalen. Zu den ersten Opfern zählte der Protosebastos Alexios Komnenos, der ins Gefängnis geworfen und im Frühjahr 1183 grausam geblendet und entmannt wurde; er starb kurz darauf an seinen schweren Verletzungen. Wenig später ließ Andronikos I. auch den jungen Alexios II. und dessen Mutter Maria umbringen; Maria Komnena war schon im Juli 1182 vergiftet worden.